# Прошкін Андрій Олександрович
Андрій Олександрович Прошкін (рос. Андре́й Алекса́ндрович Про́шкин; * 13 вересня 1969, Москва, Російська РФСР) — російський кінорежисер, сценарист. Лауреат російських і міжнародних фестивалів та кінопремій.

## Життєпис
Народився в сім'ї кінорежисера Олександра Прошкіна.
У 1994 році закінчив факультет журналістики МГУ, в 1999 — Вищі курси сценаристів і режисерів (майстерня Марлена Хуцієва).
У 1994—2000 рр.. працював другим режисером у групах Карена Шахназарова і Олександра Прошкіна. У 1998—2000 рр.. — режисер телепрограм на телеканалах РТР і РенТБ.
У 2002 році зняв свій дебютний фільм «Спартак і Калашников», що завоював призи на російських і міжнародних кінофестивалях, у тому числі премію «Золотий орел» — «За найкращий режисерський дебют в ігровому кіно».

## Громадянська позиція
У березні 2014 року підписав лист російського «Союзу кінематографістів і професійних кінематографічних організацій та об'єднань», що засуджує російську військову інтервенцію в Україну.
У 2018 підтримав звернення Європейської кіноакадемії на захист ув'язненого у Росії українського режисера Олега Сенцова.

## Фільмографія
Другий режисер
- «Американська дочка» (1995)
- «Російський бунт» (2000)
- «Отрути, або Всесвітня історія отруєнь» (2001)

Режисер-постановник
- «Спартак і Калашников» (2002)
- «Убивча сила 4», серія «Бабине літо» (2002)
- «Ігри метеликів» (2004, співавт. сценарію)
- «Солдатський декамерон» (2005)
- «Судова колонка», серії «Дитина на замовлення» і «Заміж за принца» (2007)
- «Міннесота» (2009)
- «Апельсиновий сік» (2010)
- «Орда» (2011)
- «Перекладач» (2013, телесеріал)
- «Орлеан» (2015)
- «Лікар Ріхтер» (2017, телесеріал)

Актор
- «Зв'язок» (2006, доктор)

## Фестивалі та премії
- 2002 — МКФ «Кінотаврик» в Сочі: Головний приз (2002 «Спартак і Калашников»)
- 2002 — МКФ «Кінотаврик» в Сочі: Диплом (2002 «Спартак і Калашников»)
- 2002 — МКФ дитячих фільмів в «Артеку»: Приз за найцікавіший фільм (2002 «Спартак і Калашников»)
- 2002 — МФ фільмів про права людини «Сталкер» в Москві: Приз «Сталкер» (2002 «Спартак і Калашников»)
- 2002 — ВРКФ «Кінотавр» в Сочі: Спеціальний приз журі конкурсу «Дебют» (2002 «Спартак і Калашников»)[3]
- 2002 — Премія «Золотий орел»: За найкращий режисерський дебют в ігровому кіно (2002 «Спартак і Калашников»)
- 2003 — МКФ BANFF: Приз за найкращий дитячий фільм (2002 «Спартак і Калашников»)
- 2003 — МКФ дитячих і юнацьких фільмів в Буенос-Айресі: Приз (2002 «Спартак і Калашников»)
- 2003 — МКФ дитячих і юнацьких фільмів в Зліні: Головний приз (2002 «Спартак і Калашников»)
- 2004 — МКФ «Pacific meridian» у Владивостоці: Приз глядацьких симпатій (2003 «Ігри метеликів»)
- 2004 — МФ фільмів про права людини «Сталкер» в Москві: Приз дитячого фонду ЮНІСЕФ (2003 «Ігри метеликів»)
- 2004 — Фестиваль «Бригантина» в Бердянську: Спеціальний приз «За відображення сучасних проблем молоді» (2003 «Ігри метеликів»)
- 2004 — ВРКФ «Кінотавр» в Сочі: Приз (рос.)«Но пораженье от победы ты сам не должен отличать» (2003 «Ігри метеликів»)[3]
- 2009 — КФ «Амурська осінь» в Благовєщенську: Гран-прі (2009 «Міннесота»)[4]
- 2009 — Фестиваль російських фільмів «Супутник над Польщею» у Варшаві: Участь в програмі «Нове кіно» (2009 «Міннесота»)
- 2012 — 34-й Московський міжнародний кінофестиваль: Приз «Срібний Георгій» за найкращу режисерську роботу (2011 «Орда»)[5]
- 2013 — МКФ «Золотий орел»: Найкраща режисерська робота (2011 «Орда»)[6]
- 2015 — Професійний приз Асоціації продюсерів кіно і телебачення в області телевізійного кіно в категорії «Найкраща режисерська робота» і номінація на приз в категорії «Найкращий телевізійний фільм (1-4 серії)» (2013 «Перекладач»)[7]
- та інші…